# 네마냐 마이도브
네마냐 마이도브(세르비아어: Немања Мајдов, Nemanja Majdov, 1996년 8월 10일~)는 세르비아의 유도 선수이다. 2016년 하계 올림픽과 2020년 하계 올림픽에 참가했으며 세계 선수권 대회 은메달 1개, 유럽 선수권 대회 금메달 1개를 획득했다.